# Pipéronal
Le pipéronal (aussi connu sous le nom d’héliotropine) est un aldéhyde aromatique doté d'une senteur agréable et caractéristique, à la fois fruitée et vanillée. Il est structurellement proche d'autres aldéhydes aromatiques naturels tels que le benzaldéhyde ou la vanilline. Peu présent dans les matières naturelles, sa synthèse est néanmoins facile à partir de l'isosafrole, de la vanilline ou encore du catéchol.
Le pipéronal est un intermédiaire de synthèse polyvalent dont les dérivés comportent des médicaments mais aussi des substances psychotropes telles que la MDMA et d'autres composés apparentés. En France et en Europe c'est une substance soumise à d'importants contrôles au titre de la législation européenne concernant les précurseurs de stupéfiants.

## Occurrence naturelle
L'héliotropine se retrouve naturellement dans diverses plantes, par exemple dans l'aneth, la vanille, les fleurs violettes et le poivre noir[réf. nécessaire].

## Chimie

### Synthèse
Le pipéronal s'obtient facilement à partir de l'isosafrole (lui-même dérivé du safrole abondant dans l'huile essentielle de sassafras) par coupure oxydante de la double liaison éthylénique, typiquement par ozonolyse (avec un rendement rapporté de 96%) ou encore sous l'effet de l'acide chromique (solution de dichromate de potassium dans l'acide sulfurique). Une approche similaire consiste à oxyder par ozonolyse la pipérine extraite du poivre noir ou blanc.
Un autre précurseur direct est le protocatéchualdéhyde dont la méthylénation en position 3,4 donne le pipéronal. La transformation, généralement considérée comme difficile, peut néanmoins s'accomplir de plusieurs manières :
- la synthèse de Williamson classique en utilisant le dichlorométhane en solution dans le DMSO sous atmosphère inerte de N2 donne un rendement de 61%[6] ;
- dans un solvant aqueux, en utilisant le dibromométhane avec une catalyse par transfert de phase et toujours sous N2, le rendement monte à 80%[7] ;
- dans le DMF en utilisant aussi CH2Br2, en présence de fluorure de potassium qui provoque la formation de liaisons hydrogène intermoléculaires, un rendement de 90% est rapporté sans nécessité d'atmosphère inerte[8] ;
- un rendement similaire (89%) est décrit en utilisant le bromochlorométhane en solution dans le DMF ou l'acétonitrile avec une catalyse par le carbonate de césium, là aussi sans atmosphère inerte[9] ;
- un procédé industriel aisément transposable à l'échelle du laboratoire permet d'atteindre un rendement de 93,5% sans atmosphère inerte en utilisant CH2Cl2 en solution dans la N-méthylpyrrolidone avec une catalyse par le carbonate de potassium[10] (méthode employée avec succès dans une étude des voies de synthèse utilisées par les fabricants clandestins de MDMA[5]).

Cette voie de synthèse peut être abordée en formant d'abord le protocatéchualdéhyde à partir du catéchol (ou pryocatéchol), qui est un composé d'importance industrielle ; la fonction aldéhyde est alors introduite par une formylation telle que la réaction de Vilsmeier-Haack. La déméthylation de la vanilline est une autre manière d'obtenir le protocatéchualdéhyde.

### Réactions
Le groupement aldéhyde donne les réactions caractéristiques de ce groupe fonctionnel, notamment la réduction en alcool primaire (alcool pipéronylique) et l'oxydation en acide carboxylique (acide pipéronylique). Les réactions de condensation telles que l'aldolisation, la réaction de Knoevenagel, la réaction de Henry etc. permettent d'allonger et de fonctionnaliser la chaîne carbonée portée par le cycle benzénique.

## Usages

### Utilisation en parfumerie
L'héliotropine est une molécule très utilisée en parfumerie, on la trouve dans l’« Heure Bleue » de Guerlain (1912) et « Gucci, Eau de Parfum » de Gucci (2002).
L'héliotropine est Fema GRAS (nombre FEMA 3101) et rentre dans la composition des arômes alimentaires. 
Le pipéronal a une odeur florale qui est communément décrite comme étant similaire à celle de la vanilline ou de la cerise. Pour cette raison, il est couramment utilisé dans les parfums et les arômes artificiels. Le composé a été nommé Héliotropine après les notes de «tarte aux cerises» trouvées dans le parfum de la fleur d'héliotrope (même si le produit chimique n'est pas présent dans le véritable arôme de la fleur). Les parfumeurs ont commencé à utiliser le parfum pour la première fois au début des années 1880. Il est couramment utilisé pour ajouter des nuances de vanille ou d'amande, conférant généralement des aspects balsamiques, poudrés et floraux au caractère d'un parfum.
L'acétate de pipéronyle est un arôme de cerise synthétique.

### Précurseur en synthèse en organique
C'est un substrat de synthèse organique utile à la fabrication de médicaments tels que le tadalafil (utilisé dans les troubles de l'érection et de l'HTAP), la L-DOPA  (servant au traitement de la maladie de Parkinson) et l'atrasentan (traitement expérimental proposé dans différents cancers et dans la néphropathie diabétique).
Il peut aussi servir de précurseur indirect pour la synthèse de certaines phényléthylamines psychotropes telles que la MDA, la MDMA et la MDEA par exemple, qui sont classées comme stupéfiants dans la plupart des pays.

## Statut légal
En France le pipéronal n'est considéré ni comme un stupéfiant, ni comme un psychotrope, ni comme une substance vénéneuse au sens où il n'est pas inscrit aux annexes des arrêtés du 22 février 1990,,.
Par contre il est considéré par la législation européenne comme une « substance classifiée » en tant que substance de catégorie 1 visée à l'annexe I du règlement (CE) 273/2004 du 11 février 2004. D'après le ministère français de l'économie, cette catégorie recense les substances qui « servent à la fabrication de drogues synthétiques et sont soumises à des contrôles plus stricts ». À ce titre, toute activité y compris non lucrative impliquant cette substance (fabrication, détention, commercialisation etc.) est soumise à des obligations très strictes qui incluent notamment l'obtention préalable d'un agrément de la Mission Nationale de Contrôle des Précurseurs Chimiques (MNCPC), une déclaration d'usage, une déclaration annuelle des stocks et transactions, ainsi que des autorisations d'importation et d'exportation le cas échéant.